# Gmina Thyholm
Gmina Thyholm (duń. Thyholm Kommune) – w latach 1970–2006 (włącznie) jedna z gmin w Danii w ówczesnym okręgu Ringkjøbing Amt.
Gmina Thyholm została utworzona 1 kwietnia 1970 na mocy reformy podziału administracyjnego Danii. Po kolejnej reformie w 2007 r. weszła w skład nowej gminy Struer.

## Dane liczbowe
- Liczba ludności: (♀ 1797 + ♂ 1780) = 3577
  - wiek 0-6: 7,8%
  - wiek 7-16: 13,2%
  - wiek 17-66: 61,4%
  - wiek 67+: 17,6%
- zagęszczenie ludności: 47,1 osób/km²
- bezrobocie: 4,2% osób w wieku 17-66 lat
- cudzoziemcy z UE, Skandynawii i USA: 56 na 10 000 osób
- cudzoziemcy z krajów Trzeciego Świata: 39 na 10 000 osób
- liczba szkół podstawowych: 1 (liczba klas: 21)